# 云天化
云南云天化股份有限公司（简称“云天化”），是一家创办于云南省水富市的省属国有控股企业，上海证券交易所A股上市。现公司总部位于昆明市。

## 历史
云南省天然气化工厂（简称“云天化”）始建于1974年，1977年建成投产，是中国1970年代初“四三方案”引进国外成套设备建成的13家大型氮肥企业之一。为国家化工部直属企业，云南省委设立云南天然气化工厂领导小组。以天然气为原料，设计年产30万吨合成氨、48万吨尿素。1981年又建成一套8万吨硝酸、11万吨硝铵的化肥生产装置。1984年引进一条年产1500万条聚丙烯外涂膜编织袋生产线。云天化建设指挥部指挥长李铎、党委书记周大鹏，党委副书记石光。第一、二、三任厂长陶遵繁、王吉庆、郑春敏。设合成车间、尿素车间、硝铵车间、制袋车间、制水车间、空分车间、包装车间、机修车间、运输队、消防队、子弟学校、技工学校、职工医院、厂电视台影剧院、生活服务公司、劳动服务公司、云天化建厂工程获国家银质奖。1980年首创全国大化肥合成氨装置连续运转312天最高纪录。“金沙江”牌尿素1985年获国优金质奖，1990年复评蝉联国优金奖。1990年被评为云南省第一家国家一级企业。
1974年4月，因为云南省天然气化工厂设立在四川省宜宾县安富公社安富大队的滚坎坝（今水富城区），国务院批准把四川省宜宾县横江区的水东、水河、安富3个人民公社划归给云南省管辖，1974年7月1日成立昭通地区直属的县级水富区，1981年10月成立水富县、2018年9月撤县设立水富市。水富县曾是昭通所辖1区、9县、1县级市中唯一不是贫困县的行政区。是云南省唯一的铁路、公路、航空、水运和天然气管道“五通”的县级行政区；水富港号称“万里长江第一港”为云天化配套项目大件码头（建厂时的化工设备很多是特级超限货物只能水运）始建于1974年，设计货物吞吐量540万吨/年，能够实现2000吨级以上船舶通江达海。
1997年6月，云天化集团有限责任公司发起并以社会募集方式组建了云南云天化股份有限公司。1997年7月1日，“云天化”在上海证券交易所A股上市。
2000年8月云天化集团有限责任公司由水富县迁至昆明市滇池路1417号。